# Кшекотув
Кшекотув (пол. Krzekotów, нім. Groß Vorwerk) — село в Польщі, у гміні Глогув Глоговського повіту Нижньосілезького воєводства. Населення — 145 осіб (2011).
У 1975-1998 роках село належало до Легницького воєводства.

## Демографія
Демографічна структура станом на 31 березня 2011 року:
|          | Загалом | Допрацездатний вік | Працездатний вік | Постпрацездатний вік |
| -------- | ------- | ------------------ | ---------------- | -------------------- |
| Чоловіки | 69      | 13                 | 50               | 6                    |
| Жінки    | 76      | 16                 | 44               | 16                   |
| Разом    | 145     | 29                 | 94               | 22                   |